# Bye Bye Patty - Patty Pravo Live al Piper
Bye Bye Patty - Patty Pravo Live al Piper è un video pubblicato nel 1997 in VHS e poi ristampato in DVD nel 2007, allegato a una raccolta intitolata Canzoni stupende, e nel 2008 singolarmente.
Contiene registrazioni live tratte da un concerto tenuto dalla cantante al Piper Club di Roma, durante il Bye Bye Patty Tour, il 24 gennaio 1997.
La tracklist del video, della durata di 1 ora e 15 minuti contiene i più grandi successi live della cantante più un brano pubblicato appena in quell'anno (Pensiero stupendo '97, ovvero un riarrangiamento del brano Pensiero stupendo del 1977) come traccia bis.

## Formazione
- Mario Natale: Arrangiamenti
- Pino Mazzarano: Chitarre
- Piero Gemelli: Chitarre
- Luca Scarpa: Tastiere
- Mino Petruzzelli: Batteria
- Vito Modugno: Basso

## Tracce
1. Intro - 1:10 (Pino Mazzarono - Mino Petruzzelli - Vito Modugno - M. Fazio)
2. Ragazzo triste - 2:58 (Gianni Boncompagni - Sonny Bono)
3. Qui e là - 3:12 (Aina Diversi - Allen Toussaint)
4. Se perdo te - 2:52 (Sergio Bardotti - Paul Korda)
5. La bambola - 3:57 (Franco Migliacci - Bruno Zambrini - Ruggero Cini)
6. Pazza idea - 4:41 (Paolo Dossena - Maurizio Monti - Giovanni Ullu - Cesare Gigli)
7. Morire tra le viole  - 3:19 (Maurizio Monti)
8. Pensiero stupendo - 4:12 (Ivano Fossati - Oscar Prudente)
9. Tutt'al più - 4:26 (Franco Migliacci - Piero Pintucci)
10. Il paradiso - 3:31 (Mogol - Lucio Battisti)
11. Poesia - 4:13 (Cassella - Luberti - Riccardo Cocciante)
12. Ragazza passione - 4:55 (Patty Pravo - Paolo Dossena - Tony Carnevale)
13. La mela in tasca - 3:51 (Spathas - Tourkogiorgis - Luigi Albertelli)
14. Non andare via - 4:04 (Jacques Brel - Gino Paoli)
15. Col tempo  - 3:48 (E. Medail - Léo Ferré)
16. A modo mio - 5:29 (Andrea Lo Vecchio - J. Revaux - C. François - G. Thibaut)
17. Pensiero stupendo '97 - 5:49 (Ivano Fossati - Oscar Prudente) (bis)